# Campeonato Sudamericano de Baloncesto Femenino de 2003
El Campeonato Sudamericano de baloncesto Femenino de 2003 corresponde a la XXVIII edición del Campeonato Sudamericano de Baloncesto Femenino, que es organizado por FIBA Américas. Fue disputado en el Coliseo santiago Fernández García en la ciudad de Loja, en la provincia del mismo nombre en  Ecuador, entre el 22 de junio y el 27 de junio de 2003 y clasifica a 3 equipos a los Juegos Panamericanos 2003 y a 2 equipos al Fiba Americas Femenino 2005 preolímpico

## Grupo único
|   | Equipo    | Pts | J | G | P | PF  | PC  | Dif  |
| - | --------- | --- | - | - | - | --- | --- | ---- |
| 1 | Brasil    | 10  | 5 | 5 | 0 | 498 | 232 | +266 |
| 2 | Argentina | 9   | 5 | 4 | 1 | 387 | 310 | +77  |
| 3 | Chile     | 8   | 5 | 3 | 2 | 370 | 394 | -24  |
| 4 | Venezuela | 7   | 5 | 2 | 3 | 413 | 409 | +4   |
| 5 | Ecuador   | 6   | 5 | 1 | 4 | 301 | 451 | -150 |
| 6 | Perú      | 5   | 5 | 0 | 5 | 277 | 450 | -173 |

| 22 de junio, 16:30    | Brasil                | 95 - 49               | Chile                                   |  |
|                       |                       |                       |                                         |  |
| Parciales: -, -, -, - | Parciales: -, -, -, - | Parciales: -, -, -, - | coliseo santiago fernandez garcia, Loja |  |

| 22 de junio, 18:30    | Venezuela             | 69 - 77               | Argentina                               |  |
|                       |                       |                       |                                         |  |
| Parciales: -, -, -, - | Parciales: -, -, -, - | Parciales: -, -, -, - | coliseo santiago fernandez garcia, Loja |  |

| 22 de junio, 21:00    | Ecuador               | 75 - 62               | Perú                                    |  |
|                       |                       |                       |                                         |  |
| Parciales: -, -, -, - | Parciales: -, -, -, - | Parciales: -, -, -, - | coliseo santiago fernandez garcia, Loja |  |

| 23 de junio, 14:30    | Perú                  | 51 - 95               | Argentina                               |  |
|                       |                       |                       |                                         |  |
| Parciales: -, -, -, - | Parciales: -, -, -, - | Parciales: -, -, -, - | coliseo santiago fernandez garcia, Loja |  |

| 23 de junio, 18:30    | Brasil                | 99 - 51               | Venezuela                               |  |
|                       |                       |                       |                                         |  |
| Parciales: -, -, -, - | Parciales: -, -, -, - | Parciales: -, -, -, - | coliseo santiago fernandez garcia, Loja |  |

| 23 de junio, 20:30    | Ecuador               | 72 - 96               | Chile                                   |  |
|                       |                       |                       |                                         |  |
| Parciales: -, -, -, - | Parciales: -, -, -, - | Parciales: -, -, -, - | coliseo santiago fernandez garcia, Loja |  |

| 24 de junio, 14:30    | Perú                  | 28 - 97               | Brasil                                  |  |
|                       |                       |                       |                                         |  |
| Parciales: -, -, -, - | Parciales: -, -, -, - | Parciales: -, -, -, - | coliseo santiago fernandez garcia, Loja |  |

| 24 de junio, 18:30    | Chile                 | 89 - 88               | Venezuela                               |  |
|                       |                       |                       |                                         |  |
| Parciales: -, -, -, - | Parciales: -, -, -, - | Parciales: -, -, -, - | coliseo santiago fernandez garcia, Loja |  |

| 24 de junio, 20:30    | Ecuador               | 42 - 76               | Argentina                               |  |
|                       |                       |                       |                                         |  |
| Parciales: -, -, -, - | Parciales: -, -, -, - | Parciales: -, -, -, - | coliseo santiago fernandez garcia, Loja |  |

| 25 de junio, 16:30    | Chile                 | 77 - 63               | Perú                                    |  |
|                       |                       |                       |                                         |  |
| Parciales: -, -, -, - | Parciales: -, -, -, - | Parciales: -, -, -, - | coliseo santiago fernandez garcia, Loja |  |

| 25 de junio, 18:30    | Argentina             | 63 - 89               | Brasil                                  |  |
|                       |                       |                       |                                         |  |
| Parciales: -, -, -, - | Parciales: -, -, -, - | Parciales: -, -, -, - | coliseo santiago fernandez garcia, Loja |  |

| 25 de junio, 20:30    | Ecuador               | 71 - 99               | Venezuela                               |  |
|                       |                       |                       |                                         |  |
| Parciales: -, -, -, - | Parciales: -, -, -, - | Parciales: -, -, -, - | coliseo santiago fernandez garcia, Loja |  |

| 26 de junio, 16:30    | Venezuela             | 106 - 73              | Perú                                    |  |
|                       |                       |                       |                                         |  |
| Parciales: -, -, -, - | Parciales: -, -, -, - | Parciales: -, -, -, - | coliseo santiago fernandez garcia, Loja |  |

| 26 de junio, 18:30    | Argentina             | 76 - 59               | Chile                                   |  |
|                       |                       |                       |                                         |  |
| Parciales: -, -, -, - | Parciales: -, -, -, - | Parciales: -, -, -, - | coliseo santiago fernandez garcia, Loja |  |

| 26 de junio, 20:30    | Ecuador               | 41 - 118              | Brasil                                  |  |
|                       |                       |                       |                                         |  |
| Parciales: -, -, -, - | Parciales: -, -, -, - | Parciales: -, -, -, - | coliseo santiago fernandez garcia, Loja |  |

## Final
| 27 de junio, 18:30    | Brasil                | 77 - 68               | Argentina                               |  |
|                       |                       |                       |                                         |  |
| Parciales: -, -, -, - | Parciales: -, -, -, - | Parciales: -, -, -, - | coliseo santiago fernandez garcia, Loja |  |

| Brasil               |
| Campeón Brasil       |
| Décimo Noveno Título |

## Clasificación
| Posición | Equipo    |
| -------- | --------- |
| 1        | Brasil    |
| 2        | Argentina |
| 3        | Chile     |
| 4        | Venezuela |
| 5        | Ecuador   |
| 6        | Perú      |

## Clasificados al FIBA Américas Femenino 2005 y a los Juegos Panamericanos 2003
| Bandera de Brasil | Bandera de Argentina | Bandera de Chile |
| Brasil            | Argentina            | Chile            |
| ----------------- | -------------------- | ---------------- |